# Seznam norveških mest po številu prebivalcev
Seznam norveških mest po številu prebivalcev.
Podatki iz leta 2007 (1. januar):
1. Oslo, 839,423 [2]
2. Bergen, 220,418
3. Stavanger/Sandnes, 181,280 [3]
4. Trondheim, 152,845
5. Fredrikstad/Sarpsborg, 99,227
6. Drammen, 93,006 [4]
7. Skien/Porsgrunn, 85,812 [5]
8. Kristiansand, 65,636
9. Tromsø, 53,622
10. Tønsberg, 46,091 [6]
11. Ålesund, 45,299 [7]
12. Haugesund, 41,183 [8]
13. Moss, 40,217 [9]
14. Sandefjord, 40,211 [10]
15. Bodø, 35,618
16. Arendal, 31,442 [11]
17. Hamar, 29,479 [12]
18. Larvik, 23,359
19. Halden, 22,339
20. Lillehammer, 19,638
21. Harstad, 19,573
22. Molde, 18,631
23. Kongsberg, 18,136
24. Gjøvik, 17,987
25. Horten, 17,940
26. Mo i Rana, 17,830
27. Askøy, 17,754
28. Kristiansund, 16,820
29. Narvik, 13,944
30. Hønefoss, 13,930
31. Jessheim, 13,385
32. Alta, 13,128
33. Elverum, 13,051
34. Askim, 12,696
35. Ski, 12,687
36. Drøbak, 11,853
37. Steinkjer, 11,338
38. Nesoddtangen, 11,285
39. Leirvik, 11,237
40. Kongsvinger, 11,181
41. Vennesla, 11,057
42. Stjørdalshalsen, 10,494
43. Mandal, 10,372
44. Grimstad, 10,133
45. Mosjøen, 9,784
46. Egersund, 9,707
47. Åkrehamn/Vedavågen, 9,588
48. Råholt, 9,370
49. Knarrevik/Straume, 9,358
50. Namsos, 9,230